# Mimerose Beaubrun
Mimerose Pierre, más conocida como Mimerose P. «Manzè» Beaubrun (Juana Méndez, 13 de noviembre de 1956), es una antropóloga, músico y escritora haitiana.
Recibió un diploma en antropología social y cultural de la Universidad de Haití. Es cantante y miembro fundadora de la banda Boukman Eksperyans, nominada al Premio Grammy por su álbum debut Vodou Adjae. Está casada con otro miembro fundador, Theodore Beaubrun.
En 2002, fue nombrada por Naciones Unidas como Embajadora de Paz y Buena Voluntad por sus contribuciones a través de su música al amor, la paz y la unidad. Es coautora del libro de 1998 Livre ouvert sur le développement endogène d'Haïti. También es autora de Nan Dòmi, récit d'une initiation vaudou (2011), fue traducida al inglés.